# Jean Van Benthem
Jean Van Benthem foi um ciclista belga que participava em competições de ciclismo de pista. Representou seu país, Bélgica, nos Jogos Olímpicos de Verão de 1908 na corrida de velocidade e nos 20 km.